# 還願
『還願』（英語: Devotion）は、台湾（中華民国）の赤燭遊戲（Red Candle Games）が開発したホラーゲームである。2019年2月19日に、パソコンゲームとしてSteamで配信開始された。

## 概要
1980年代の台湾の古いマンションが舞台、探索を進めるうちに多くの予期せぬ出来事に見舞われることとなる。

## 沿革
2019年2月19日、Steamでの配信開始。
配信開始から数日後、ゲーム内に存在する「習近平中国共産党総書記をネタにしたと捉えられるオブジェクト」が中国大陸で拡散され、それらユーザーがSteam上で大量の低評価を行った。
配信開始から数週間後、Steamでの公開が停止された。
2020年12月16日、Steamでの公開停止から1年以上経過したこの日、本作の開発元はGOG.comでの配信を発表したが、GOG.com側によって数時間後に配信が取り下げられた。
2021年3月15日、開発元は独自のストアで本作の販売を開始。